# Плайсе
Пла́йсе (нем. Pleiße) — река в Германии, правый приток Вайсе-Эльстер, протекает по земле Саксония и Тюрингия. Площадь бассейна реки составляет 1876 км². Общая длина реки 90 км. Высота истока 443 м. Высота устья 103 м. Перепад высоты 340 м.
Изначально Плайсе имела длину порядка 115 км, однако во второй половине XX века в ходе разработки Среднегерманского угольного бассейна её русло было выпрямлено и укорочено, а также частично выстлано бетонными плитами. Между деревнями Зара и Коттериц (обе в составе общины Нобиц) Плайсе имеет охранный статус памятника природы.
Как и большинство рек в районе Лейпцигской низменности, Плайсе подвержена паводковым явлениям и является в настоящее время регулируемым протоком с целой системой шлюзов и водосливов, а также рядом водохранилищ, призванных защищать Лейпциг от наводнений.

## Галерея

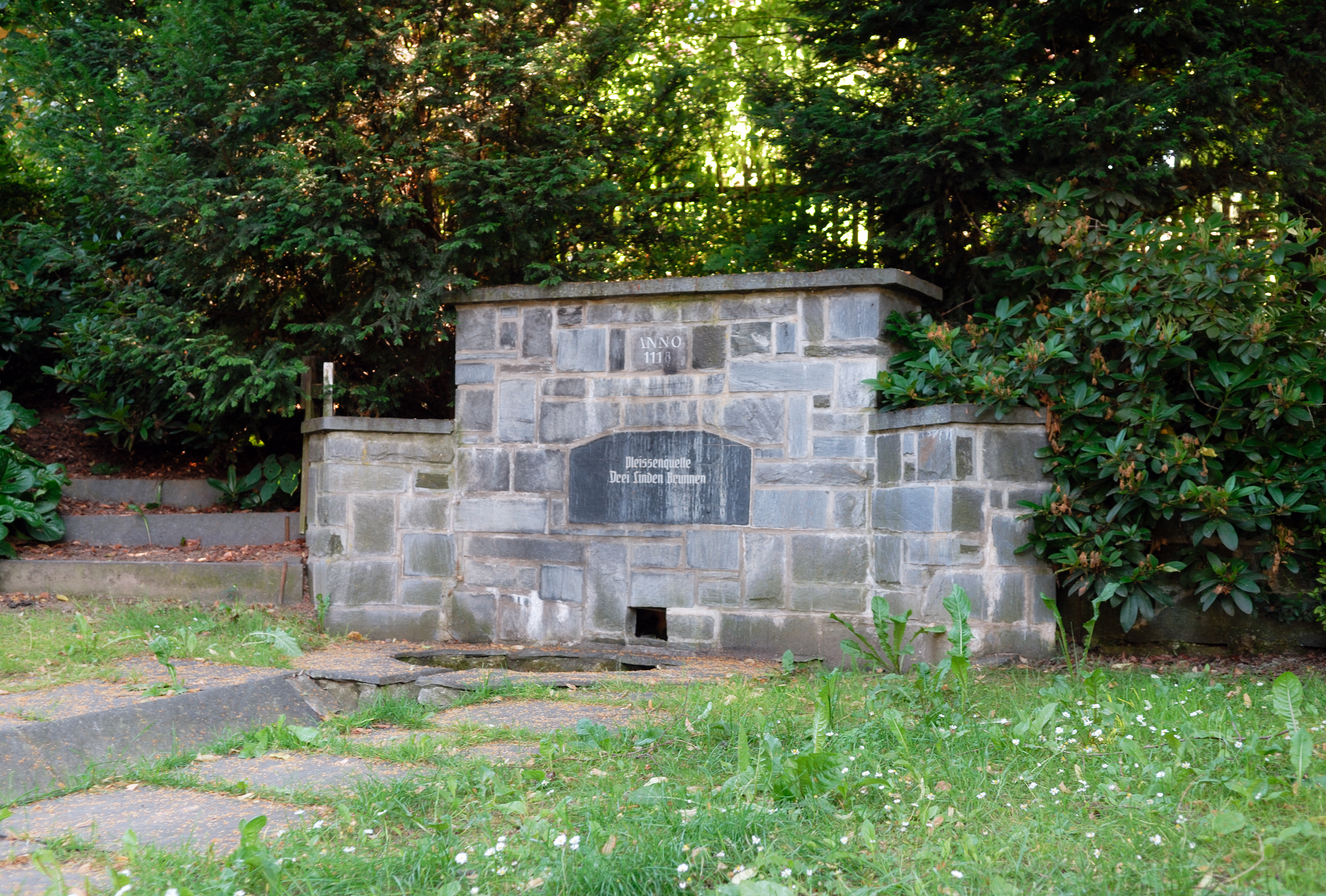
Исток Плайсе в Лихтентанне
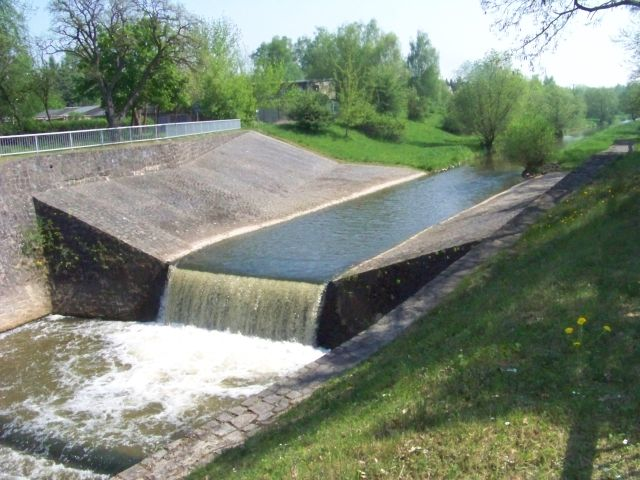
Водослив в Дойцене
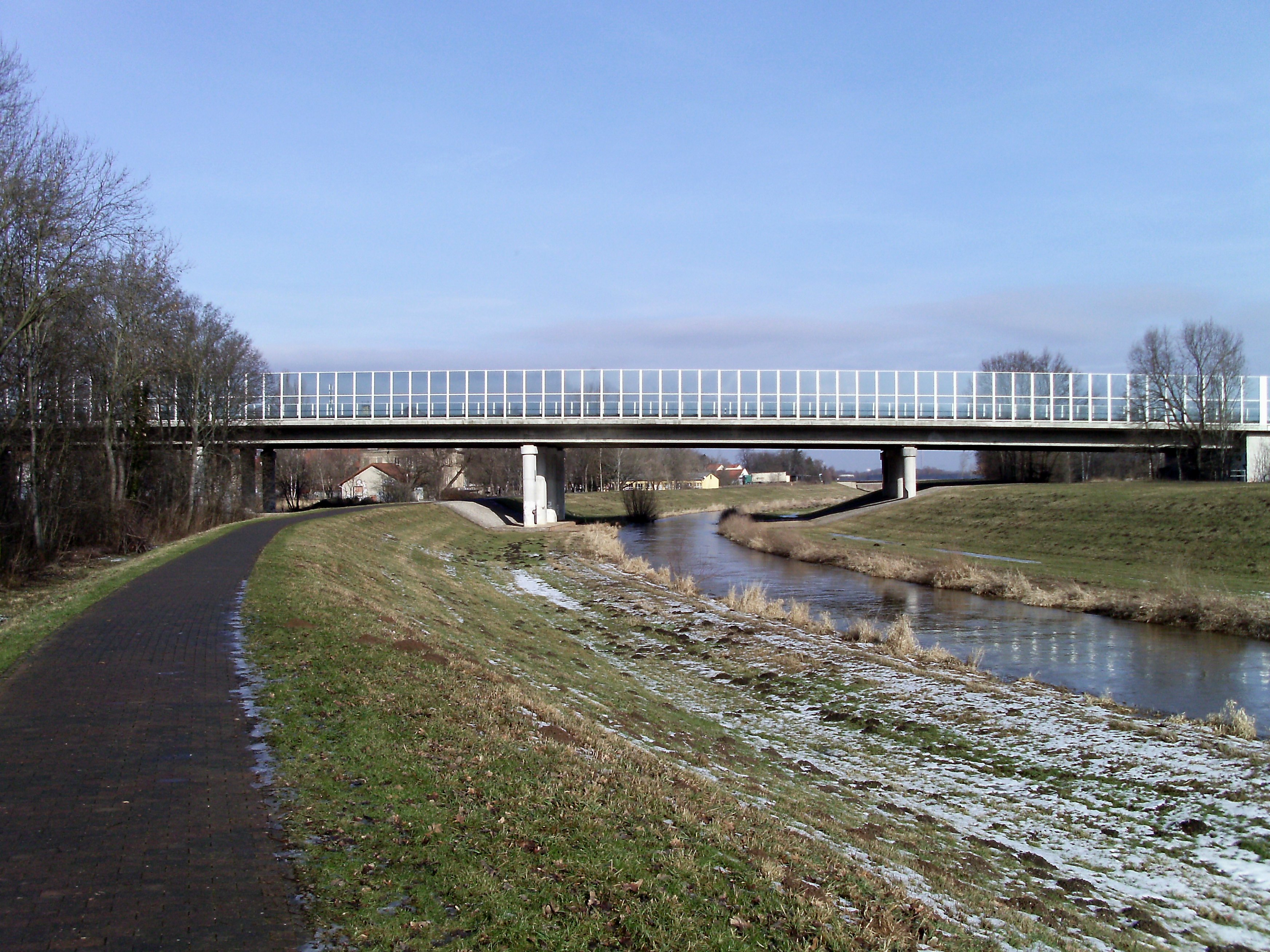
Плайсе в Маркклееберг-Гашвиц
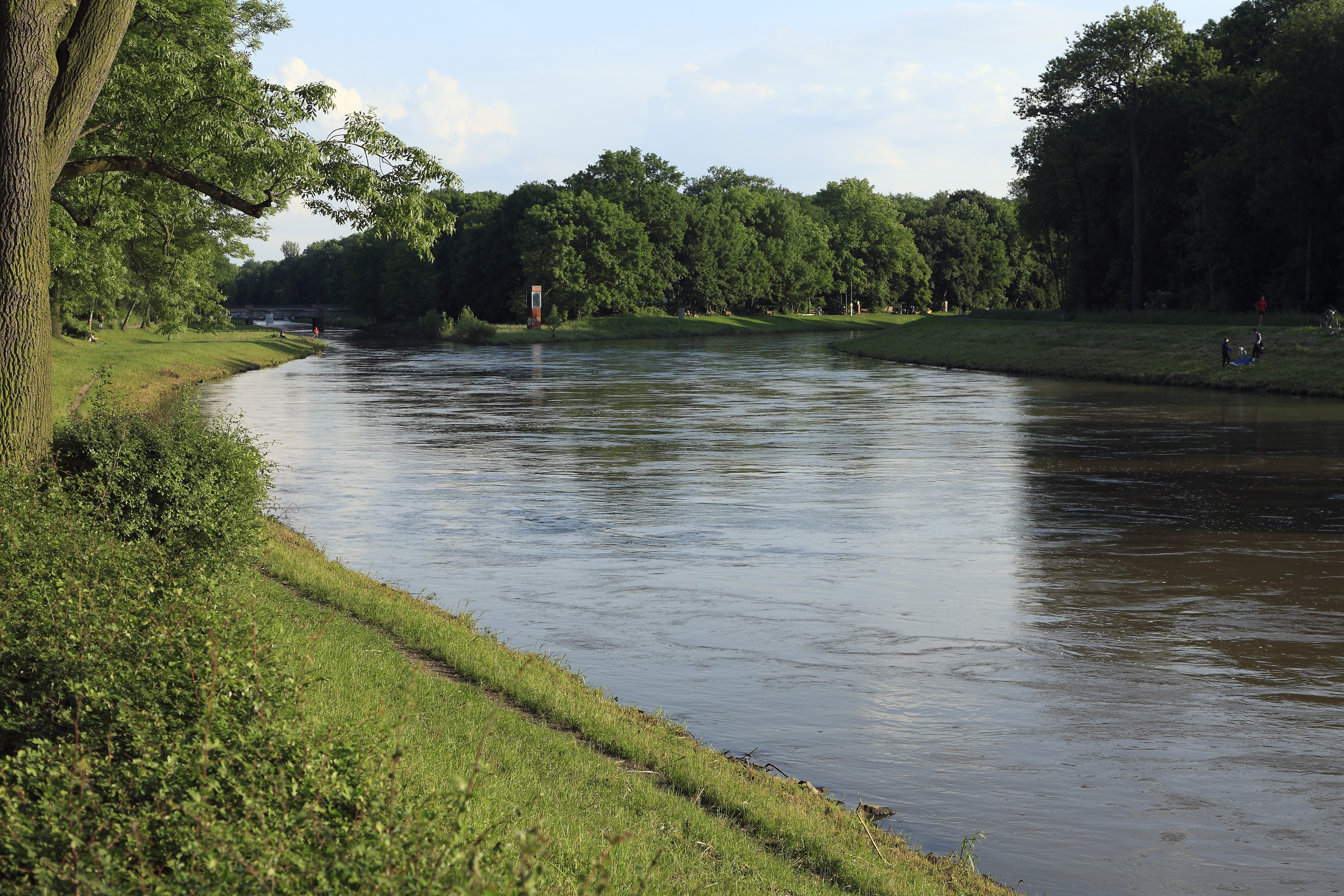
Плайсе в Лейпциге